# Чёрные воды (фильм, 2018)
Эта статья о фильме 2018 года, о фильме 1929 года см. Чёрные воды (фильм, 1929)
«Чёрные воды» — американский боевик-триллер режиссёра Паши Патрики. В главных ролях Жан-Клод Ван Дамм и Дольф Лундгрен, для них это пятая совместная работа в фильме, в частности, во второй раз, когда они появляются в роли союзников на экране. Фильм был выпущен в формате «Direct-to-video» в США 25 мая 2018 года.

## Сюжет
Скотт Уиллер (Жан-Клод Ван Дамм), оперативник под прикрытием, просыпается с другим заключённым, Марко (Дольф Лундгрен), и оказывается в тюрьме ЦРУ на прибрежном участке на борту модернизированной атомной подводной лодки. Заручившись помощью агента-новобранца и ещё одного заключённого, он вынужден вступить в гонку, чтобы сбежать и выяснить, кто его подставил.
Он переживает свои недавние воспоминания. Уиллер — агент ЦРУ, который вместе со своим партнёром Мелиссой Баллард (Кортни Б. Тёрк) ищет утечку в ЦРУ, используя USB-накопитель, для активации которого необходимы два компонента. Мелисса владеет диском, а Уиллер — ключом активации. На следующий день он проснулся, будучи раненым, и при попытке бегства была убита Мелисса. Уиллеру удаётся сбежать. Он отправляется к своему куратору, но находит его мёртвым. Уиллер схвачен и усыплён наркотиками агентом Феррисом (Патрик Килпатрик), который считает, что Уиллер несёт ответственность за смерть своих товарищей-агентов ЦРУ. Агент Родс (Эл Сапиенца) убеждён, что Уиллер невиновен. Они отправляют Уиллера на подводную лодку для допроса, где встречаются с экипажем. Он делится управляющих подводной лодкой, во главе с капитаном Дэрроу (Джон Пози), бригаду службы безопасности во главе с Кингсли (Александр Вайшельбойм) и агентами ЦРУ Кэсси Тейлор (Джасмин Уолтц) и Эллисом Райаном (Аарон О’Коннелл). Затем Уиллер просыпается.
Уиллера допрашивают агент Престон и его помощник, и он уверен, что его подставили. Агент Родс допрашивает Уиллера о местонахождении ключа активации. Уилер понимает, что Родс — предатель, и Родс убивает часть команды ЦРУ со своим помощником и заставляет остальную часть службы безопасности подводной лодки следовать его приказам. Уиллеру удаётся сбежать, но его захватывают Кэсси и Эллис. Они планируют отправиться в диспетчерскую, чтобы связаться с кем-нибудь сверху, не зная, что подводной лодке придётся подняться на поверхность или удерживать на плаву. Когда они достигают диспетчерской, они попадают в засаду, но сбегают, Эллис убит в перестрелке.
Уиллер и Тейлор заставляют команду поднять подводную лодку на поверхность, увеличив давление в трубе. Пробираясь через подводную лодку, Тейлора ранит, но не смертельно. Тейлор узнает, что Родс завербовал Уиллера в ЦРУ, и он хочет продать диск, который содержит алгоритм активации агентов под прикрытием. Они освобождают Марко, который является немецким спецназовцем и находится в заключении на подводной лодке, потому что тоже знает о происходящем, и, следовательно, не может быть убит. Родс с Марко следуют «плану Б», убеждая экипаж подводной лодки оставаться на текущей глубине, уверяя их, что Уиллер — предатель. Он вступил в сговор с Кингсли и остальной частью службы безопасности. Капитану Дэрроу по-прежнему выполняет приказ подняться наверх и встретить спасательную команду на Кубе.
Уиллер, Тейлор и Марко подстерегают Кингсли и его команду, убивая всех, кроме Кингсли. Он отдан на милость Марко. Уиллер и Тейлор отслеживают Родса, который к этому времени в панике берёт в плен капитана Дэрроу. Тейлор захвачен и удержан силой подсобником Родса. Выясняется, что агент Баллард состоит в сговоре с Родсом, инсценировав свою смерть. Баллард хочет взять с собой Уиллера, чтобы восстановить ключ активации, поскольку она, Родс и его помощник собираются заработать на этом миллионы. Уиллер включает динамик на телефоне подводной лодки, чтобы спасатели знали, что происходит. Завязывается перестрелка, помощник Родса и экипаж подводной лодки погибают. Баллард стреляет в Уиллера и убегает вместо того, чтобы убить Тейлора, а Уиллер убивает Родса.
ЦРУ оправдывает Уиллера и Тейлора. Им говорят, что ЦРУ не может возбудить дело, потому что подводная лодка — это секретная тюрьма, и они не могут признать свою вину, поскольку это выявит их некомпетентность. В настоящее время ЦРУ ищет Баллард и предлагает Уиллеру и Тейлору сотрудничать и искать клиента Родса. Выясняется, что Марко сбежал с подводной лодки и оставил Кингсли в живых, голым и связанным шарфами. За содействие в побеге Марко выслеживает Баллард и убивает её.

## В ролях
| Актёр                 | Роль                  |
| --------------------- | --------------------- |
| Жан-Клод Ван Дамм     | Скотт Уиллер          |
| Дольф Лундгрен        | Марко                 |
| Джасмин Уолтц         | Кэсси Тейлор          |
| Эл Сапиенца           | агент ЦРУ Эдвард Родс |
| Патрик Килпатрик      | Патрик Феррис         |
| Кортни Блайт Тёрк     | Мелисса Баллард       |
| Аарон О’Коннелл       | Эллис Райан           |
| Александр Вайшельбойм | Кингсли               |

| Актёр                   | Роль                             |
| ----------------------- | -------------------------------- |
| Катал Пендред           | Дэкс                             |
| Кристофер Ван Варенберг | Каган                            |
| Танди Тагвелл           | Райли                            |
| Джон Пози               | капитан Дэрроу                   |
| Том Глинн               |                                  |
| Йен Нилс                | Рид                              |
| Лэнс Э. Николс          | Бьюкенен                         |
| Кристофер Хески         | руководитель технической команды |

## История создания

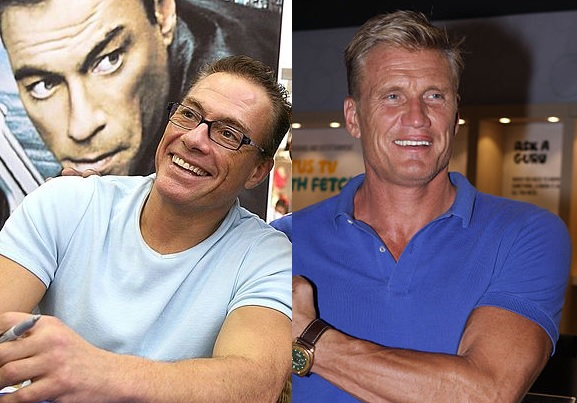
Ван Дамм (слева) и Лундгрен (справа) в роли Уиллера и Марко соответственно.

### Разработка
Фильм «Чёрные воды» с Жан-Клодом Ван Даммом и Дольфом Лундгреном в главных ролях был официально анонсирован 4 января 2017 года. Первая совместная работа Ван Дамма и Лундгрена состоялась над фильмом «Универсальный солдат» в 1992 году. С тех пор дуэт появился в двух сиквелах («Универсальный солдат 3: Возрождение», «Универсальный солдат 4») и «Неудержимые 2». По словам сценариста Чада Лоу, «Чёрные воды» «родились», когда продюсер Ричард Свитзер «позвонил мне и сказал, что хочет снять боевик, действие которого происходит на подводной лодке. Вот как он появился». Лоу и Свитзер сотрудничали с Лундгреном в 2017 году, когда снимали боевик «Высота». Кроме того, Лоу специально написал сценарий к фильму «Шесть пуль» 2012 года для Ван Дамма когда он работал с продюсером Брэдом Кревоем.

### Процесс съёмок
Согласно предварительным сообщениям, съёмки должны были начаться в январе 2017 года, а «некоторые кадры» должны были создаваться в Мобиле, штат Алабама. Производство фильма было завершено 31 марта того же года, и Ван Дамм заявил за месяц до этого, 27 февраля: «Мы официально завершили „Чёрные воды“. Спасибо всем актёрам и съёмочной группе! Было приятно работать с вами!».

## Кампания по продвижению фильма

### Маркетинг
21 февраля 2017 года Ван Дамм встретился с мэром Сэнди Стимпсон в целях продвижения фильма. Первый официальный трейлер был выпущен 1 мая 2017 года.

## Критика и отзывы
Согласно агрегатору рецензий Rotten Tomatoes, фильм имеет рейтинг одобрения 0 %, основанный на 6 рецензиях, со средней оценкой 3,8/10.